# Grete Trakl

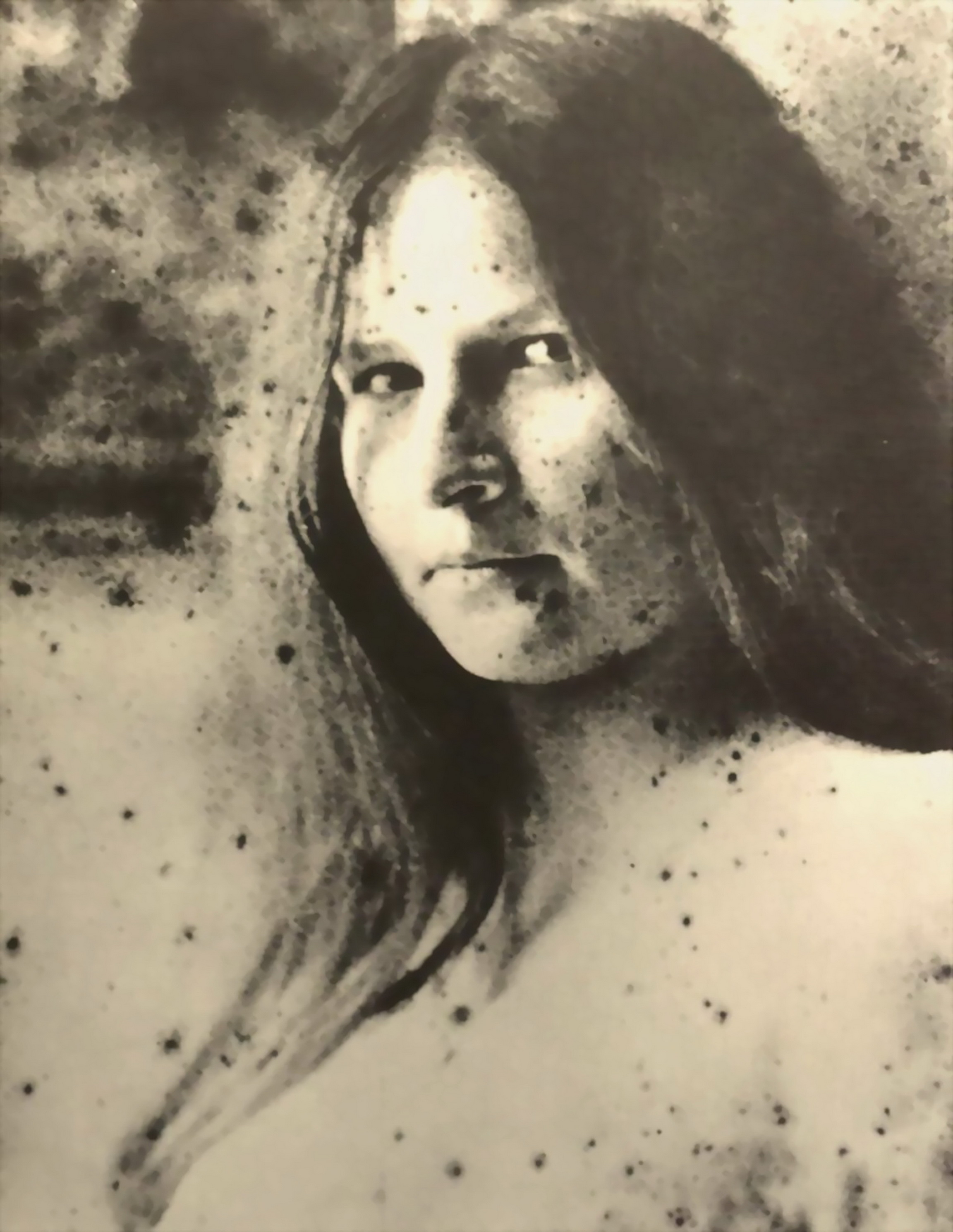
Grete Trakl (1916)

Grete Trakl, eigentlich Margarethe Jeanne Trakl, verheiratete Margarethe Langen (* 8. August 1891 in Salzburg; † 21. September 1917 in Berlin) war eine österreichische Musikerin (Pianistin) und eine Schwester des österreichischen Dichters Georg Trakl.

## Familie und Herkunft
Grete Trakl wurde als jüngstes von insgesamt sieben Kindern der Eltern Tobias und Maria Catharina Trakl geboren. Vater Tobias Trakl (1837–1910) war Eisenhändler. Als Geschäftstreibender und Besitzer eines Hauses am Waagplatz wurde er 1898 Bürger der Stadt Salzburg. Dieser Titel ist eine steuergesetzliche Bezeichnung und ist nicht synonym mit Bildungsbürgertum, obwohl die Familie dieses anstrebte. Tobias Trakl (ursprünglich Trackl) stammte aus Ödenburg (Sopron) in Ungarn, wo seine Familie urkundlich nachweisbar bis in die Mitte des 17. Jahrhunderts als Weinbauer lebte. Die Mutter Maria Catharina Halik (1852–1925) war in Wiener Neustadt geboren, aber ihr Vater stammte aus Prag. Die Familie Halik (Hallick, Hawlick) ist bis ins 18. Jahrhundert nachweisbar völlig tschechisch und arbeitete als Gärtner in der Prager Neustadt (Nové Mešto).
Neben diesen sieben Kindern gab es Wilhelm Trakl, Sohn aus der ersten Ehe des Vaters.

## Ausbildung
Grete wuchs im sehr geräumigen Waaghaus am Waagplatz/Mozartplatz auf. Mit sechs Jahren ging sie in die katholische Volksschule. Sie war eine gute Schülerin und kaum krank. 1901, knapp elf Jahre alt, wurde sie in das Internat der Englischen Fräulein Congregatio Jesu in St. Pölten geschickt. Auch hier war sie eine gute Schülerin und selten krank. Erst im dritten Jahr ließen ihre Leistungen nach. Nur für drei Fächer bekam sie die beste Note: Gesang, Klavier und Sitten.
Grete war musikalisch sehr talentiert; das zeigte sich schon früh, als sie ihre Geschwister, die alle Klavierunterricht bekamen, spielend überflügelte. Ihr Umzug 1904 nach Wien, wo sie bis zum Ende des Schuljahres 1908/09 im Internat Notre Dame de Sion verblieb, ist mit ihrer späteren Ausbildung als Pianistin verbunden. In der Höheren Französischen Schule dieses Internats konnte sie musikalisch weiter ausgebildet werden. Im letzten Schuljahr (1908/09) wurde sie zugleich Studentin an der Universität für Musik und darstellende Kunst Wien und wurde aufgrund ihres fortgeschrittenen Könnens sofort in das zweite Akademiejahr aufgenommen. Sie beendete dieses Jahr allerdings vorzeitig.
Zu ihrem vier Jahre älteren Bruder Georg hatte sie eine sehr enge Beziehung. Georg Trakl sah in ihr sein Abbild, in seiner Lyrik nahm er oft Bezug auf seine Schwester. In vielen Trakl-Biographien wird auch eine inzestuöse Beziehung vermutet.
Ab dem Herbst 1909, als sie 18 geworden war, lebte Grete selbständig in Wien, wo sie vermutlich von einem (bisher unbekannten) Privatlehrer unterrichtet wurde, eine übliche Praxis bei talentierten Pianisten. In diesem Jahr traf sie abends oft mit ihrem Bruder Georg und dessen Freund Erhard Buschbeck zusammen. Buschbeck besorgte ihr manchmal Opium. Zwischen den beiden entstand eine bleibende Freundschaft. Nach einer kurzen Liaison der beiden beendete Georg Trakl deshalb die Freundschaft zu Buschbeck.
Ende April 1910 kehrte Grete Trakl nach Salzburg zurück. Im Juni starb der Vater – ein Ereignis, das den schnellen ökonomischen Niedergang der Familie in Gang setzte. Die Hinterlassenschaft, die erbgesetzlich zur Hälfte den Kindern zufiel, bestand aus einer Geschäftsschuld von (umgerechnet nach der Kaufkraft von 2011) etwa 1 Million Euro. Der Vormund der noch minderjährigen Grete wurde der Halbbruder Willy Trakl, der als ältester Sohn von Tobias auch das Geschäft übernahm.
Im Sommer 1910 wurde Grete von Ernst von Dohnányi, der seit 1905 an der Königlichen Hochschule für Musik in Berlin lehrte, als seine neue Studentin ausgewählt. Im Oktober siedelte Grete nach Berlin.

## Heirat mit Arthur Langen
Grete wohnte in Berlin im Pensionat Linder in der Grolmanstraße 36 III. Bald musste sie dort ihrem späteren Ehemann, dem 34 Jahre älteren Beamten und (als Freizeitbeschäftigung) Theaterverleger Arthur Langen begegnet sein, dessen Schwestern nebenan auf Nummer 37 ein Pensionat führten. Arthur Langen soll Grete ab März 1911 finanziell unterstützt haben, weil der Halbbruder Willy bzw. die Mutter den Geldhahn zugedreht hatten und Grete deswegen die Hochschule verlassen musste. Ab dieser Zeit waren Grete und Arthur verlobt. Dies lässt sich aus dem Gerichtsverfahren schließen, das Arthur Langen 1912 gegen die Familie Trakl in die Wege geleitet hatte, um die Heirat zu erzwingen. Während des Prozesses zog Willy sich als Vormund zurück; an seiner Stelle wurde Georg als Vormund eingesetzt. Er erlaubte schließlich die Heirat. Seinerseits versuchte das Gericht in Salzburg den Anschein von Kuppelei auszuschließen. Georg, der sich schon früh um das Wohl und das Talent seiner Schwester kümmerte, betrachtete sich selbst später als „der feinste Kuppler“ zwischen ihr und Arthur Langen. Am 17. Juli 1912 fand die Heirat in Berlin statt. Grete Trakl wurde weiter privat ausgebildet vom deutsch-amerikanischen, avantgardistischen Pianisten Richard Buhlig. Ihm schenkte sie 1912 nicht weniger als 15 Gedichte ihres Bruders Georg, darunter etliche von ihr abgeschriebene, und vier bis 2014 völlig unbekannte: Empfindung,  Einsamkeit, Elenden und Der sterbende Wald. Ein fünftes von Grete abgeschriebenes Gedicht, Helian’s Schicksalslied, befindet sich im Brenner-Archiv.
Im Sommer 1913, als Grete ihren Urlaub in Salzburg verbrachte, hatte sie ein kurzes, stürmisches Verhältnis mit Erhard Buschbeck. Im Winter 1913–1914 meinte sie konzertreif zu sein. Sie wurde aber schwanger und erlitt im März eine Fehlgeburt. Georg reiste nach Berlin, um sich um seine Schwester zu kümmern, und versuchte sie nach Salzburg zu holen. Grete blieb allerdings in Berlin. Die Geschwister sind sich danach nicht mehr begegnet. Georg wurde im August in die österreich-ungarische Armee eingezogen und starb am 3. November 1914 in Krakau.

## Erbschaft
Georg hinterließ Grete seine Erbschaft in der Höhe von 194 Kronen und 95 Heller in Bargeld sowie Fahrnis wie Kleidung, Wäsche und Waffen (darunter eine Browning-Pistole und ein Offiziersdegen) im Wert von 100 Kronen. Der Verbleib von 20.000 Kronen aus der Dotation von Ludwig Wittgenstein, die dieser Ludwig von Ficker mit der Auflage geschenkt hatte, bedürftige Künstler zu unterstützen, ist hingegen ungeklärt. Grete reiste Ende November 1914 mit ihrem Mann nach Innsbruck, um die Erbschaft für sich zu sichern. Um zu verhindern, dass die Familie Trakl die Erbschaft an sich brachte, setzte sie Ludwig von Ficker als Bevollmächtigten ein. Grete blieb zunächst im Dezember 1914 etwa einen Monat bei der Familie Ficker und wurde danach von der Familie in die Privatklinik der Kreuzschwestern in Innsbruck geschickt. Sie blieb dort einige Wochen und kehrte nach Abschluss des Verlassenschaftsverfahrens im März 1915 nach Berlin zurück. Glücklich war sie dort allerdings nicht.
Den Sommer 1915 verbrachte sie wieder in Innsbruck, wo sie intensive Kontakte mit Karl Röck und anderen Mitgliedern des Brenner-Kreises pflegte. Ab Oktober 1915 war sie wieder in Salzburg und wurde von ihrer Familie betreut.

## Ehescheidung und Tod
Anfang Januar 1916 leitete Arthur Langen die Ehescheidung in die Wege. Am 10. März 1916 wurde das Ehepaar in Berlin wegen Gretes Ehebrüchigkeit gerichtlich geschieden; sie soll Verhältnisse zu Ludwig von Ficker und Richard Buhlig gepflegt haben. Zur Zeit der gerichtlichen Scheidung blieb Grete schon in der Heilanstalt Neufriedenheim in München. Um die Kosten des Klinikaufenthalts zu decken, musste die Familie Trakl neue Kredite aufnehmen. Grete blieb vermutlich bis Ende November 1916 in München. Danach kehrte sie nach Salzburg zurück, wo sie sehr unglücklich war. Inzwischen war das Eisengeschäft der Familie aus dem Handelsregister gestrichen.
Im Juli 1917 wurde Grete von der Familie nach Berlin geschickt, um die Möbel, die sie nach ihrer Scheidung zurückgelassen hatte, zu holen, um die Geldnot der Familie zu lindern. Während dieser Reise beging Grete am 21. September 1917 abends in der Potsdamer Straße 134A, der Adresse der Galerie Der Sturm, in absoluter finanzieller und gesundheitlicher Notlage mit der Pistole aus Georgs Nachlass Suizid.
Einen Monat nach ihrem Tod wurde das Haus der Familie Trakl verkauft und das Eisengeschäft ging bankrott.
Grete wurde mit an Sicherheit grenzender Wahrscheinlichkeit auf dem Alten St.-Matthäus-Kirchhof in Berlin-Schöneberg begraben. 1938 wurden im Rahmen der nationalsozialistischen Pläne einer Welthauptstadt Germania die Gebeine von Verstorbenen, deren Ruhefrist abgelaufen war – die von Grete war 1937 abgelaufen – in zwei große Sammelgräber in dem Südwestkirchhof Stahnsdorf umgebettet.